# ماراوان بانتام
ماراوان بانتام (بالإنجليزية: Marawaan Bantam)‏ (24 نوفمبر 1977 بكيب تاون في جنوب أفريقيا - ) هو لاعب كرة قدم جنوب أفريقي في مركز الوسط. لعب مع بيدفيست ويتس ونادي مبومالانجا بلاك أسأت وسانتوس وAll Stars F.C. (South Africa) ‏.